# Окен, Ида
Ида Маргрет Меиер Окен (дат. Ida Margrete Meier Auken, род. 22 апреля 1978, Фредериксберг) — датская женщина-политик и теолог. Кандидат теологии (cand.theol.). Член партии Социал-демократы. Депутат фолькетинга (датского парламента) с 2007 года от Копенгагена. Министр по вопросам окружающей среды в 2011—2014 гг.

## Биография
Родилась 22 апреля 1978 года в Фредериксберге. Мать — женщина-политик и теолог, депутат Европарламента Маргрета Окен, отец — профессор, литературовед Эрик Аксель Нильсен. Брат — доктор Суне Окен (Sune Auken, род. 1970), литературовед, доцент Копенгагенского университета.
В 1998—2006 гг. училась в Копенгагенском университете, получила степень кандидата теологии.
После окончания университета, в 2006—2007 гг. преподавала в качестве приглашённого лектора на кафедре теологии в Копенгагенском университете, которую закончила. В 2004—2007 гг. работала редактором издательства «Альфа» (Forlaget Alfa).
Была членом Социалистической народной партии, с 4 февраля 2014 года — член партии Радикальная Венстре. По результатам парламентских выборов 13 ноября 2007 года избрана депутатом фолькетинга в избирательном округе Копенгаген. Переизбиралась на выборах 15 сентября 2011 года, 18 июня 2015 года и 5 июня 2019 года. В 2009—2011 возглавляла комитет по окружающей среде и планированию. С 2019 года возглавляет комитет по климату, энергетике и снабжению. С 29 января 2021 года — член партии Социал-демократы.
3 октября 2011 года получила портфель министра по вопросам окружающей среды в первом кабинете Торнинг-Шмитт под руководством премьер-министра Хелле Торнинг-Шмитт.
С 2016 года член консультативного совета Международного клуба финансирования развития (IDFC), датского бюро ЮНИСЕФ и фонда награды Global Teacher PrizeVarkey Foundation.
Замужем за профессором Бентом Меиером Сёренсеном (Bent Meier Sørensen). Родила двух детей: Нильса (Niels) и Симона Меиеров Окенов (Simon Meier Auken).

## Сочинения
Написала книгу Dansk, 2018. Редактор вместе с Бо Торпом Педерсеном (Bo Torp Pedersen) книги «Иисус идёт в кино — фигура Иисуса в современных фильмах» (Jesus går til filmen - Jesusfiguren i moderne film, 2007). Соредактор книг «Констелляция — церковь и европейский проект» (Konstellationer – kirkerne og det europæiske projekt, 2007) и «Жизнь после смерти — в великих мировых религиях» (Livet efter døden - i de store verdensreligioner, 2006). Написала множество теологических статей об отношениях между церковью и государством, о религии, политике и праве, а также о политической теологии Джорджо Агамбена.